# Sénergues
Sénergues ist eine französische Gemeinde  mit 424 Einwohnern (Stand 1. Januar 2022) in der Region Okzitanien im Département Aveyron. Der Ort liegt am Fernwanderweg GR 65, welcher weitgehend dem historischen Verlauf des französischen Jakobsweges „Via Podiensis“ folgt.

## Geografie und Verkehr
Sénergues liegt im Zentralmassiv südlich über dem Lot-Tal im Abschnitt Entraygues-sur-Truyère – Vieillevie. Die nächsten französischen Großstädte sind Lyon (225 km/351 km Straße) im Nordosten, Toulouse (139 km/190 km Straße) im Südwesten, Bordeaux (244 km/360 km Straße) im Westen und Montpellier (159 km/209 km Straße) im Südosten.
Der nächste Flughafen ist Rodez-Marcillac, der unter anderem von Air France und von Ryanair angeflogen wird. Über die D904 oder D901 liegt er circa 45 Straßenkilometer entfernt. Die nächsten Bahnstationen sind Gare de Rodez und Gare SNCF Viviez/Decazeville mit täglichen Verbindungen nach Paris und Toulouse.

## Jakobsweg (Via Podiensis)
In Sénergues gibt es nur sehr beschränkte Übernachtungsmöglichkeiten. Es gibt einige Pilgerherbergen (französisch: Gîte d’étape). Die nächste größere Ortschaft auf dem Jakobsweg ist Conques. Dorthin führt der Weg im welligen Relief über Feldwege und kleine Straßen durch Mischwälder und Wiesen. Als Straßenverbindung führt dorthin die D42.

## Bevölkerungsentwicklung
| Jahr                       | 1962 | 1968 | 1975 | 1982 | 1990 | 1999 | 2007 | 2016 |
| Einwohner                  | 910  | 898  | 815  | 732  | 608  | 545  | 494  | 421  |
| Quellen: Cassini und INSEE |      |      |      |      |      |      |      |      |

## Sehenswürdigkeiten
- Die Kirche St. Martin-Kirche gehörte zu einem Kloster, das 819 erstmals Erwähnung fand.
- Die Burg, erbaut im späten 14. Jahrhundert. Um 1580 versuchte Abraham Guirard, Herr von Sénergues, seine Untertanen zu bewegen, zum Protestantismus zu konvertieren. Dies erregte den Unmut der nahen Abtei Conques, von der Sénergues im großen Maße abhängig war.
- Der Tour de Montarnal: Die Ruine des Turms aus dem 13. Jahrhundert dominiert im Ortsbild mit den alten Häuser.